# Museu Estação do Mar
O Museu Estação do Mar (MEMA) é uma instituição voltada à arqueologia, paleontologia e ao meio ambiente marinho, localizada no município de Florianópolis, Santa Catarina. Foi inaugurado em 25 de Outubro de 2019 e está situado em um prédio anexo ao Floripa Shopping.
O espaço foi preparado para receber grupos escolares, do ensino fundamental às universidades, e conta com salas de aula e uma exposição de longa duração que versa sobre a história da relação ecológica entre o homem e o meio-ambiente, principalmente costeiro e marinho, desde a pré-história até a atualidade.

## Exposição permanente
A exposição permanente do MEMA é dividida em duas alas. A primeira seção apresenta peças paleontológicas, arqueológicas e históricas de todos os períodos da humanidade, correlacionando seus impactos ambientais. Entre as peças em destaque estão fósseis de animais pré-históricos como o megatério, o mastodonte e o tigre-dente-de-sabre, além de artefatos indígenas como cerâmicas, pontas de flecha e adornos.
Já a segunda seção apresenta os ambientes costeiros e marinhos destacando espécies ameaçadas encontradas na costa catarinense, algumas consideradas raríssimas, como as maxilas originais de um tubarão-branco capturado no extremo sul de Santa Catarina e que só existem duas em exposição em toda a América do Sul. Outras peças em exposição são conchas, corais, esponjas, estrelas-do-mar, ouriços, peixes e tartarugas.

## Parcerias
O MEMA é fruto de uma parceria entre a Universidade do Vale do Itajaí (Univali), a Fundação Catarinense de Cultura (FCC), o Instituto do Meio Ambiente de Santa Catarina (IMA) e o Floripa Shopping. O museu conta com o apoio de diversas instituições e empresas que contribuem com a doação de peças, equipamentos e serviços.